# Radio CNT-FAI ECN1

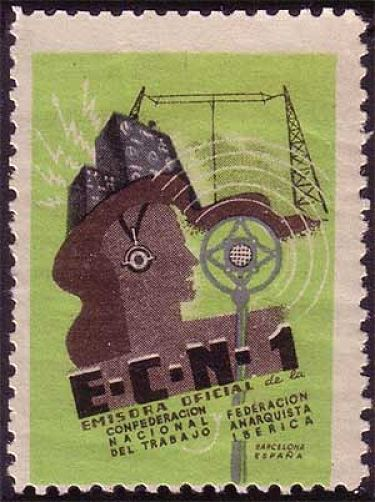
Timbre de promotion de la radio à Barcelone.

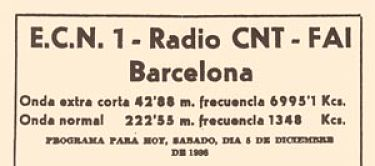
Programme de la soirée du 5 décembre 1936.

Radio CNT-FAI ECN1 est une station de radio libertaire internationale fondée à Barcelone en juillet 1936 par la Confédération nationale du travail et la Fédération anarchiste ibérique.

## Historique
Même si les insurgés anti-bolcheviques de Kronstadt ont utilisé en 1921 la diffusion radiophonique pour transmettre des messages vers l'extérieur, on considère que ECN 1 est la première radio anarchiste de l'histoire.
Elle est créée dans les jours qui suivent le soulèvement nationaliste des 17 et 18 juillet 1936 en Espagne.
Prolongement de la presse écrite du mouvement libertaire dont Solidaridad Obrera (quotidien de la CNT diffusé à 220 000 exemplaires à travers la Catalogne), la radio rend compte de la révolution sociale espagnole de 1936 sans oublier pour autant une dimension culturelle et éclectique. Ainsi, des émissions traitent de la liberté sexuelle, de littérature, de poésie.
Des personnalités de la CNT y font régulièrement des déclarations, dont notamment, Joan Peiró,, Federica Montseny, Buenaventura Durruti le 4 novembre 1936 ou Camillo Berneri le 3 mai 1937,.
La station est fermée, de force, lors des Journées de mai 1937 à Barcelone par la Généralité de Catalogne.

## Une radio internationale
Pour la CNT, un des objectifs de la radio est de susciter un mouvement de solidarité avec les événements d'Espagne dans les pays européens limitrophes et particulièrement la France.
Des journaux d'information sont diffusées dans un grand nombre de langues européennes en plus de l'espéranto et de l'arabe (« Appel aux travailleurs marocains » de Ahmed Ben Thami en octobre 1936),.
Les émissions en langue française relaient plus particulièrement la publication L'Espagne Antifasciste publiée par le Comité pour l'Espagne Libre créé par Louis Lecoin, Nicolas Faucier et André Prudhommeaux qui intervient directement à l'antenne. D'autres membres de la section française de la CNT à Barcelone participent aux émissions quotidiennes en français de 22 à 22 heures 30, tels Fernand Fortin ou Francis Boudoux. Une conférence de Gaston Leval, Notre programme de reconstruction est diffusée le dimanche 10 janvier 1937.
Les émissions en langue italienne, de 23 heures à 23 heures 30, sont présentées par Domenico Ludovici, volontaire dans la section italienne de la Colonne Ascaso (dirigée par Carlo Rosselli) blessé sur le front de Huesca.
Des émissions en langue bulgare sont également diffusées, animées entre-autres par Georges Balkanski.

## 4 novembre 1936: le discours de Durruti
Le 4 novembre 1936, 21 heures 30, Buenaventura Durruti prend la parole sur l'antenne de la radio. Le jour même, quatre anarchistes entrent dans le gouvernement de Madrid : Federica Montseny, Juan Garcia Oliver, Juan López Sánchez et Joan Peiro. La colonne Durruti n'est pas parvenue à prendre Saragosse du fait d'un manque d'approvisionnement en armements.
Le décret de militarisation des milices confédérales a été discuté passionnément au sein de la Colonne Durruti, qui a décidé de le refuser. Durruti, en tant que délégué de la colonne, fait part dans son discours de l'indignation et des protestations des miliciens du front d'Aragon face au cours clairement contre-révolutionnaire qui se développe à l'arrière.
Avant l'allocution, des rassemblements se forment à proximité des haut-parleurs installés dans les arbres sur La Rambla à Barcelone. Le présentateur annonce : « Durruti parle ».
« Nous demandons au peuple de Catalogne d'en finir avec les intrigues et les luttes intestines : soyez à la hauteur des circonstances ; renoncez aux vieilles querelles et à la politique pour ne penser qu'à la guerre. Le peuple de Catalogne a le devoir de répondre aux efforts de ceux qui luttent au front. Il n'y a pas d'autre moyen que de mobiliser tout le monde, mais qu'on ne s'imagine pas qu'on va toujours mobiliser les mêmes! Si les travailleurs de Catalogne assument la tâche de tenir le front, le moment est venu d'exiger aussi le sacrifice de ceux qui vivent dans les villes. Il est nécessaire de mobiliser effectivement tous les travailleurs de l'arrière, parce que nous, qui sommes déjà au front, nous voulons savoir sur
quels hommes nous pouvons compter derrière nous. Je m'adresse aux organisations pour leur demander de renoncer à leurs vieilles querelles et à leurs crocs-en-jambe. Nous, les combattants du front, nous demandons de la sincérité, surtout à la Confédération nationale du travail et à la Fédération anarchiste ibérique. Nous demandons aux dirigeants d'être sincères. Il ne suffit pas qu'ils nous envoient au front des lettres d'encouragement, des vêtements, de la nourriture, des munitions et des fusils. Il faut également savoir regarder la réalité présente et prévoir l'avenir. Cette guerre comporte toutes les circonstances aggravantes de la guerre moderne et coûte très cher à la Catalogne. Les dirigeants doivent se rendre compte que, si cette guerre se prolonge, il va falloir commencer par organiser l'économie catalane selon un plan rationnellement conçu. [...] Nous nous adressons à la CNT-FAI pour lui dire que si elle contrôle l'économie catalane en tant qu'organisation, elle doit le faire comme il faut. Et que personne ne songe maintenant à des augmentations de salaire aussi et à des réductions des heures de travail. Le devoir de tous les travailleurs, et spécialement de ceux de la CNT, est de se sacrifier, de travailler autant qu'il sera nécessaire. »

## 5 décembre 1936: une soirée radiophonique

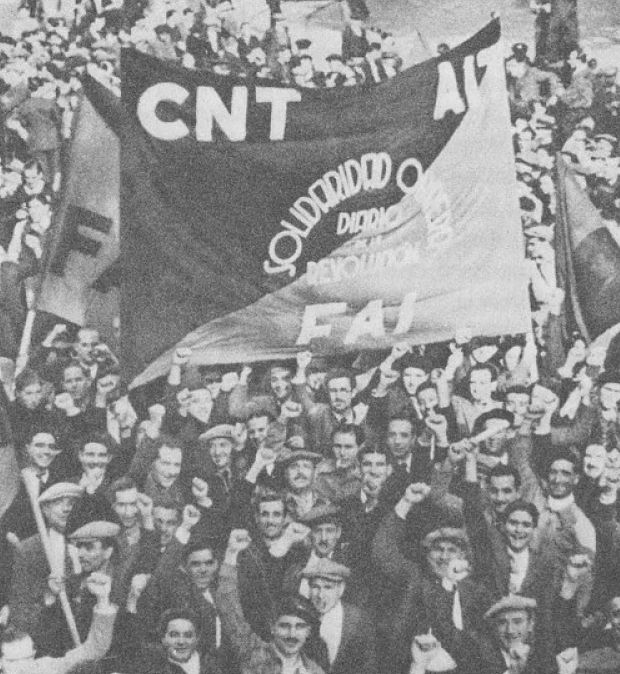
Une manifestation à Barcelone avec une bannière Solidaridad Obrera, le quotidien de la Révolution sociale espagnole de 1936.

Voici le programme de la journée du samedi 5 décembre 1936, d’après une plaquette réalisée et diffusée par les bureaux de la CNT-FAI.
Le programme débute à 17 heures avec la diffusion des deux chants révolutionnaires Hijos del pueblo (hymne de la CNT) et A las barricadas aussitôt suivis par les informations de Solidaridad Obrera en provenance des divers fronts militaires. Viennent ensuite les communications syndicales, informations, réunions et autres appels (en castillan et catalan).
Ce jour-là, à 19 heures, le Dr Rosell Gane du Syndicat Unique de Santé informe les auditeurs sur la « défense contre les gaz asphyxiants », avant de laisser la place à une militante de l'Ateneu Enciclopédic Sempre Avant (Athénée encyclopédique Toujours-plus-loin) qui fait un appel aux femmes de Catalogne et d'Espagne.
Suivent les rapports de guerre en différentes langues étrangères, la lecture d’articles en castillan et catalan. À partir de 22 heures, et toutes les demi-heures des émissions en français, anglais, italien et espéranto. Les émissions se terminent vers minuit.

## Autres radios CNT-FAI
Le mouvement libertaire anime une autre radio à Barcelone d'une puissance plus modeste : EAJ-39 qui est saisie et réduite au silence lors des Journées de mai 1937 à Barcelone.
Après la retirada, des réfugiés espagnols reconstruisent en France, en 1945 et 1946, deux émetteurs ondes courtes à longue portée à destination de l'Espagne, à Mont-Louis (Pyrénées-Orientales) et à Aymare, Gourdon (Lot). Ils seront interdits par les autorités françaises à la suite d’une plainte du régime franquiste.

## Notices
- L'Éphéméride anarchiste : notice.
- Institut international d'histoire sociale (Amsterdam) : archives.